# Bloqueig de la Viquipèdia al Pakistan

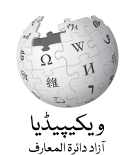
Logotip de la Viquipèdia en urdú, la llengua nacional del Pakistan.

El bloqueig de la Viquipèdia al Pakistan va ser una decisió política presa pel govern pakistanès, a fi i efecte de restringir l'accés a l'enciclopèdia digital Viquipèdia al Pakistan, que va tenir lloc del 3 al 6 de febrer del 2023.
La justificació que va donar l'Autoritat de Telecomunicacions del Pakistan per tal de dur a terme aquesta acció va ser que s'hi hostatjaven continguts considerats com un sacrilegi, fins i tot després de notificar-ne la presència a la Fundació Wikimedia el 1r de febrer del 2023. Una vegada efectuat el bloqueig, l'accés a la Viquipèdia a tot l'estat pakistanès va quedar interromput indefinidament. Tot i això, sembla que les autoritats mai van arribar a definir quin contingut exacte podria haver estat considerat com a islamòfob.
Aquesta decisió va sumar-se a l'historial de restriccions i bloqueigs de contingut perpetrats pel govern pakistanès durant el decenni anterior. Del 2012 al 2016, la xarxa social de vídeos YouTube hi va ser bloquejada atès que s'hi havia penjat una pel·lícula sobre Mahoma. Anys més tard, el 2020, va exigir que YouTube impedís la circulació de qualsevol material que els reguladors de l'Estat consideressin inadequat. A més a més, també hi va efectuar restriccions contra TikTok, ByteDance i Facebook.
En un comunicat públic, la Fundació Wikimedia va apel·lar l'Autoritat de Telecomunicacions del Pakistan a restaurar-ne l'accés i a respectar els drets digitals i de llibertat d'informació: «L'accés al coneixement és un dret humà. Un bloqueig de la Viquipèdia al Pakistan impedeix que la cinquena nació més poblada del món tingui accés al més gran repositori de coneixement lliure». Diversos activistes i col·lectius pel coneixement lliure i pels drets humans també van criticar la decisió de les autoritats pakistaneses. Al mateix Pakistan, l'activista digital Usama Khilji va pronunciar-s'hi en contra perquè considerava que hom volia exercir un control més gran del contingut d'internet que acabés en l'esborrament de qualsevol pensament dissident.
Tres dies després del bloqueig, el vespre del 6 de febrer del 2023, el primer ministre del Pakistan Shehbaz Sharif va manar de desfer el bloqueig, atès que el grup d'experts amb els quals es va reunir per a discutir el tema van qualificar-lo d'«inapropiat». L'endemà, el domini del servei de Viquipèdia ja s'havia restablert amb normalitat.